# Ólafur Ingi Skúlason
Ólafur Ingi Skúlason (født 1. april 1983) er en islandsk fodboldspiller, der i øjeblikket spiller for Karabükspor. Han har tidligere spillet for SønderjyskE, Fylkir, Arsenal, Brentford og Helsingborgs IF.
Skúlason spiller desuden for Islands landshold, og var med i truppen til VM 2018 i Rusland.